# Ceinina japonica
Ceinina japonica is een vlokreeftensoort uit de familie van de Eophliantidae. De wetenschappelijke naam van de soort is voor het eerst geldig gepubliceerd in 1933 door Stephensen.